# Conus gradatulus
Conus gradatulus is een in zee levende slakkensoort uit het geslacht Conus. De slak behoort tot de familie Conidae. Conus gradatulus werd in 1875 beschreven door Weinkauf. Net zoals alle soorten binnen het geslacht Conus zijn deze slakken roofzuchtig en giftig. Zij bezitten een harpoenachtige structuur waarmee ze hun prooi kunnen steken en verlammen.